# 弗洛库尔
弗洛库尔（法語：Flaucourt，法語發音：[flokuʁ]）是法国上法蘭西大區索姆省的一个市镇，属于佩罗讷区。

## 地理
弗洛库尔（49°54'47"N, 2°51'50"E）面积7.36 平方千米，位于法国上法蘭西大區索姆省，该省份为法国北部沿海省份，北起加来海峡省和北部省，西接滨海塞纳省和大西洋英吉利海峡，南至瓦兹省，东临埃纳省。
与弗洛库尔接壤的市镇（或旧市镇、城区）包括：阿斯维莱、巴尔勒、比亚什、索姆河畔克莱里、弗耶尔、埃尔贝库尔、桑泰尔地区贝卢瓦。
弗洛库尔的时区为UTC+01:00、UTC+02:00（夏令时）。

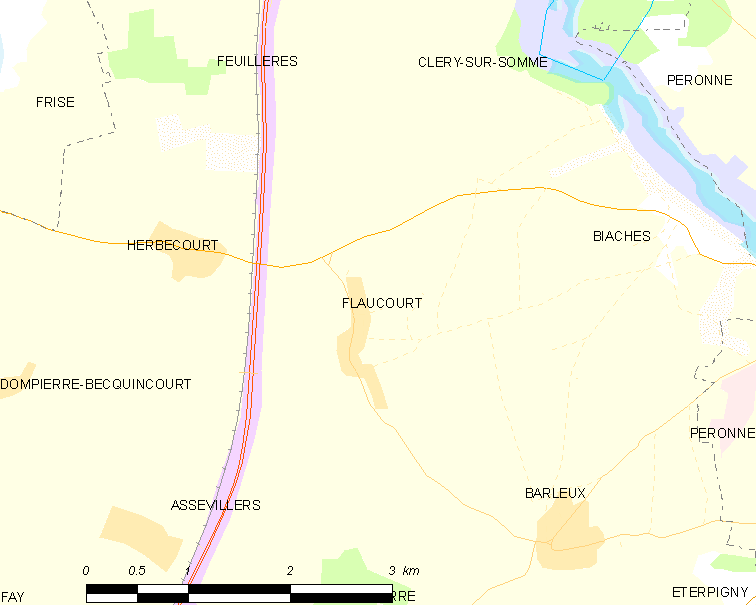
弗洛库尔的OSM定位图

## 行政
弗洛库尔的邮政编码为80200，INSEE市镇编码为80313。

## 政治
弗洛库尔所属的省级选区为佩罗讷县。

## 人口

1962-2008年间弗洛库尔人口变化图示

弗洛库尔于2022年1月1日时的人口数量为296人。